# Acacia cultriformis
Acacia cultriformis — вид квіткових рослин з родини бобових. Ареал: Австралія (Новий Південний Уельс, Квінсленд); інтродукція: Аргентина, Австралія (Австралійська столична територія, Вікторія), Бразилія, Ефіопія, Індія (Мегхалая), Індонезія (Ява), Нова Зеландія, Південна Африка, Зімбабве.

## Середовище й екологія
Росте в лісах, вересовищах і на скелях, часто на скелястих ділянках.

## Біоморфологічна характеристика
Це кущ до 4 м заввишки. Його квіти яскраво-жовті, розпускаються з серпня по листопад. Гілочки можуть бути голими і гладкими або вкритими білим нальотом. Філодії від зелених до зелено-сірих асиметричні, 1–3 × 0.6–1.5 см; у найширшій частині філодії знаходиться нектарник. Округлі суцвіття яскраво-жовтого кольору, розташовані групами від 2 до 25 у пазушних китицях завдовжки 1–8 см. Стручки прямі або злегка вигнуті, довжиною від 3 до 10 см і шириною від 0.4 до 0.75 см. Вони плоскі, з піднятими сегментами над насінням. Довгасте насіння має довжину 3.5–4.5 мм, чорне, блискуче.

## Використання
Яскраві квіти та привабливе листя роблять цю акацію популярною у вирощуванні. Адаптований до саду, вирощується в широкому діапазоні ґрунтів і може переносити морози. Росте на сонці або в півтіні. Стійкий до посухи, його можна використовувати для боротьби з ерозією ґрунту. Квіти їстівні, і вони є інгредієнтом для приготування деяких оладок. Жовтий барвник добувають із квіток, а зелений — із насіннєвих стручків.